# SKOK (komputer)
SKOK (Szybki Kompatybilny Odra Komputer, EMCX 1300) – polski procesor przeznaczony do modernizacji ośrodków obliczeniowych ZETO i ETO, zgodny na poziomie języka maszynowego i interfejsów z komputerem Odra 1305.
W latach 1989–91 wyprodukowano co najmniej 6 sztuk tych procesorów.